# Amanita calyptroderma
Amanita calyptroderma är en svampart som beskrevs av G.F. Atk. & V.G. Ballen 1909. Amanita calyptroderma ingår i släktet flugsvampar och familjen Amanitaceae.   Inga underarter finns listade i Catalogue of Life.

## Bildgalleri

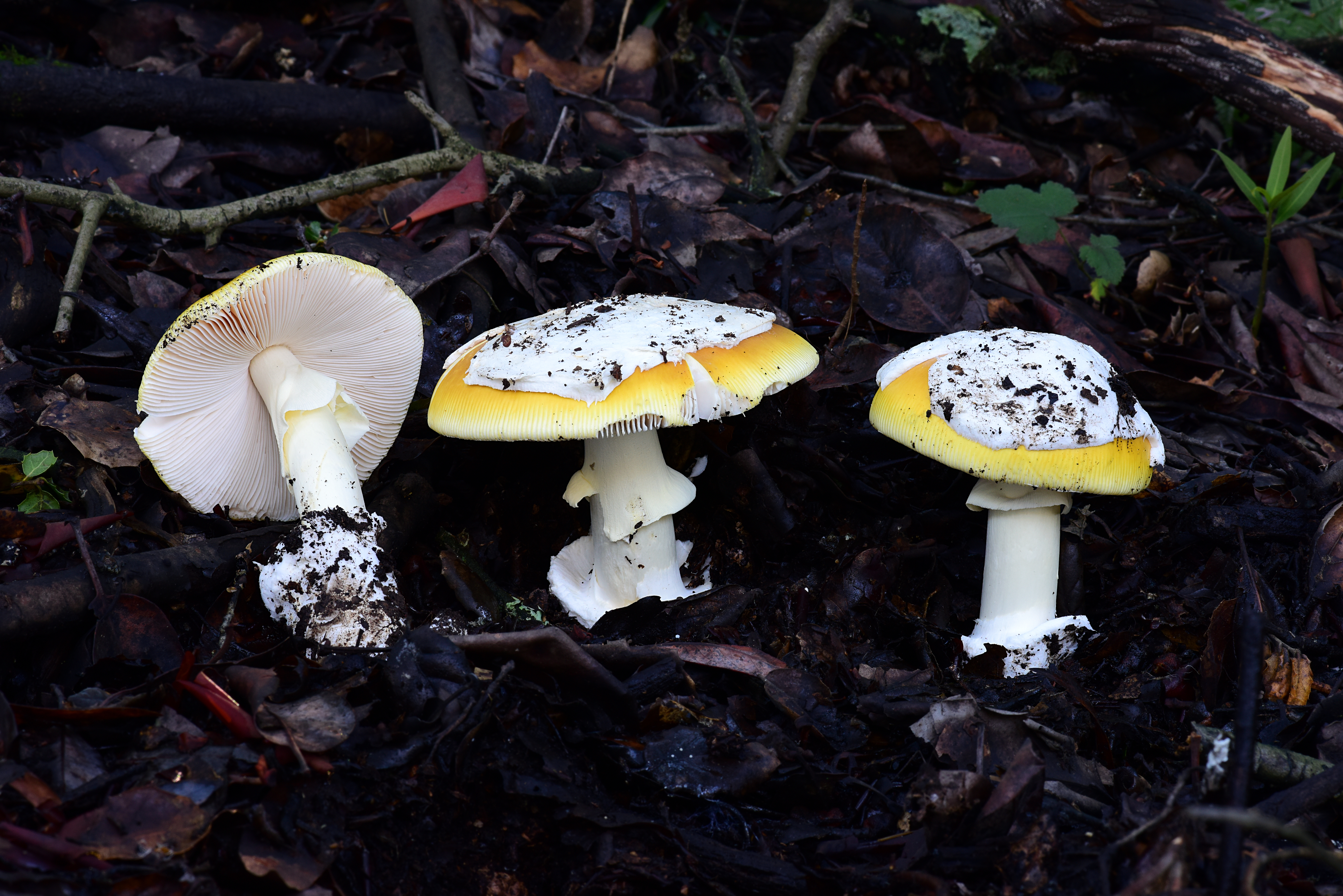
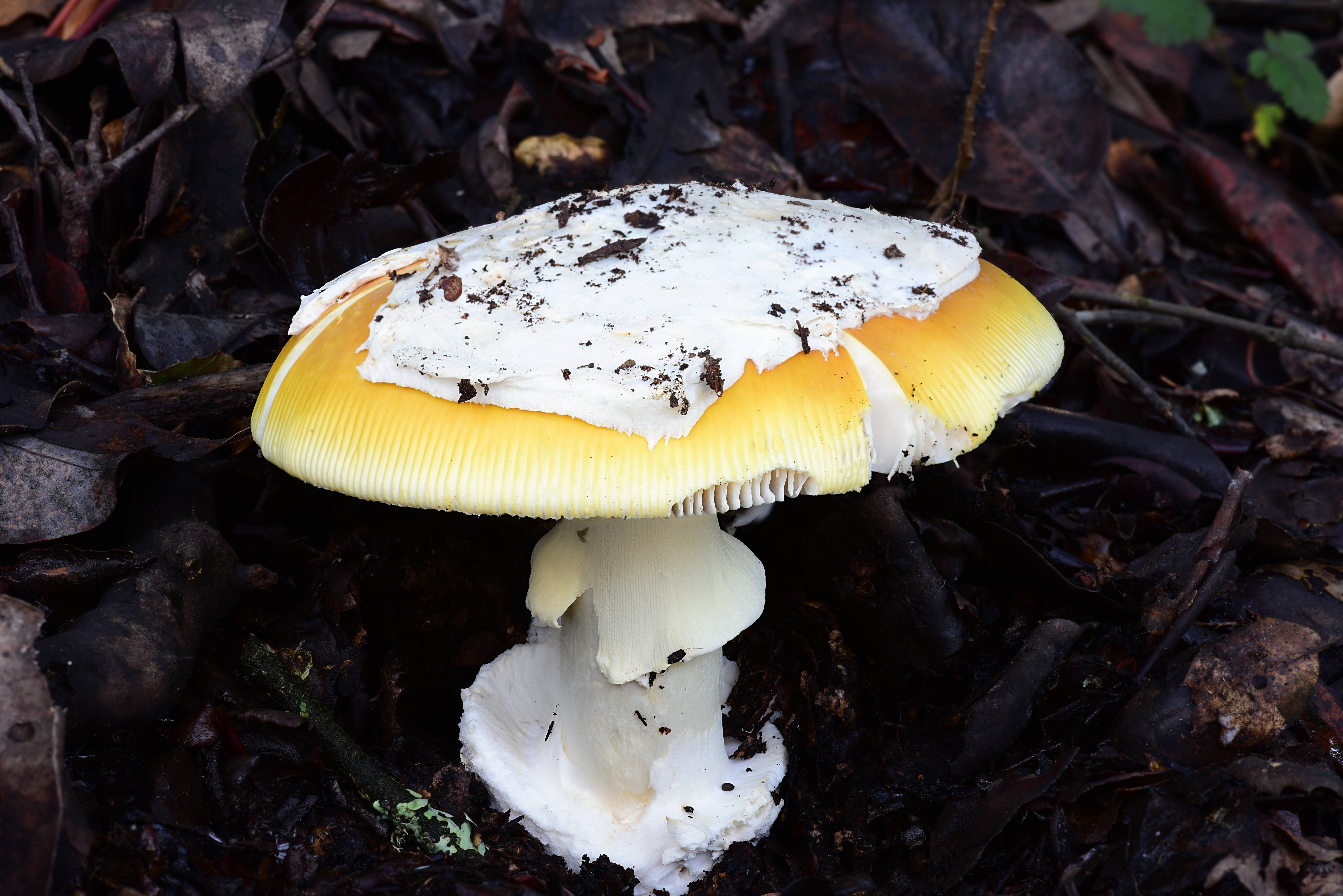